# Каратегинское бекство
Каратеги́нское бе́кство или Каратеги́нский вилайе́т (узб. Qorategin bekligi / Qorategin viloyati; тадж. Бекигарии Қаротегин)
— административная единица в составе Бухарского эмирата, на территории современного Таджикистана. Административным центром являлся Гарм.

## География
Говоря о географическом положении Каратегинского бекства, ботаник В. Ф. Ошанин писал:
Каратегином называется горная страна, занимающая всё среднее течение Сурхоба. По прямой линии она имеет в длину приблизительно 150 вёрст, а в ширину — от 40 до 50 вёрст. К северо-востоку Каратегин граничит с русскими владениями, а именно: с Зеравшанским хребтом и Ферганской областью, с юга он граничит с Дарвазом и с запада — с Кулябом и Гиссарским краем.
Капитан Васильев, побывавший в этой стране, также писал, что вся площадь Каратегина составляет около 9800 кв. вёрст, причём на долину Сурхоба и его притоки приходится не более 2000 кв. вёрст, что составляет 1/5 всего пространства, а остальная площадь, т. е. 4/5, занята горами. Городов в этом бекстве не было.

## История
Население Каратегина, как и других горных районов, с давних времен имело тесную связь с Кокандом. Коренные жители горной страны часто шли в Коканд на заработки в так называемое отходничество.
В начале XIX века кокандские ханы ради расширения своей территории неоднократно устраивали походы на Каратегин и соседние с ним территории. Однако эти походы не всегда заканчивались успешно и, как правило, носили кратковременный характер. Жители горных районов на всём протяжении наступления кокандских войск активно оказывали им сопротивление.
Летом 1869 года Каратегин был занят кокандскими войсками. Это было последним и, вместе с тем, наиболее крупным наступлением кокандских войск на Каратегин. До наступления осени того же года в Каратегине вспыхнуло восстание, и кокандский наместник был изгнан. Каратегин стал независимым, кокандским ханам не удалось окончательно покорить его.
Несмотря на все это Каратегин по-прежнему сохранял своё полузависимое положение вплоть до 70-х годов XIX века.
После присоединения Восточной Бухары к Бухарскому эмирату Каратегин был образован в бекство и здесь очень скоро были введены «бухарские порядки». Назначенные эмиром наместники сосредоточили в своих руках всю полноту административной власти.

## Население
О численности населения Каратегина капитан Васильев после присоединения Каратегина к Бухарскому эмирату в 80-х годах XIX века сообщал, что оно в основном сосредоточилось в долине реки Сурхоб, которая представляла главную и наиболее населенную часть этого края.
В Каратегине наряду с таджиками жили киргизы. По свидетельству Васильева, «из числа 51 тысячи человек. 3 тысячи — кара-киргизы, остальные же 48 тысяч — таджики».
При сопоставлении этих данных о численности населения Каратегина со сведениями, приведенными в «Записке о Каратегинском владении, составленной по расспросам», обнаруживаются большие расхождения. Так, например, по данным генерала А. К. Абрамова, в Каратегине насчитывалось свыше 400 кишлаков, а количество населения «выразилось приблизительно в 100 000 душ обоего пола». По данным Б. И. Искандарова, указанное количество является преувеличенным и мало соответствует действительности. Западная часть территории Каратегина была занята таджиками, восточная — киргизами. Западная часть Каратегина, расположенная в верховьях реки Оби-Гарм, в основном использовалась в качестве летовки для скотоводства Гиссарского края.
Население Каратегина было сосредоточено главным образом в речных долинах Сурхоба, Обихингоу и др.

## Культура
Основным занятием населения Каратегина было земледелие. Им занимались, главным образом, таджики. Киргизы же занимались как земледелием, так и скотоводством. Как правило, в летнее время в киргизских аулах для наблюдения за хозяйством, орошением полей оставалось несколько человек, остальные же со своим скотом выезжали на летовки (пастбища), расположенные в высокогорных долинах Каратегина.